# Temporada 1972-73 de los Phoenix Suns
La temporada 1972-73 fue la quinta de los Phoenix Suns en la NBA. La temporada regular acabó con 38 victorias y 44 derrotas, ocupando el sexto puesto de la Conferencia Oeste, no logrando clasificarse para los playoffs.

## Elecciones en elDraft
| Ronda | Puesto | Jugador       | Posición | Nacionalidad   | Universidad   |
| ----- | ------ | ------------- | -------- | -------------- | ------------- |
| 1     | 4      | Corky Calhoun | Alero    | Estados Unidos | Pennsylvania  |
| 3     | 33     | Scott English | Alero    | Estados Unidos | UTEP          |
| 3     | 34     | Don Buse      | Base     | Estados Unidos | Evansville    |
| 3     | 42     | Claude Terry  | Escolta  | Estados Unidos | Stanford      |
| 6     | 92     | Charles Edge  | Alero    | Estados Unidos | LeMoyne-Owen* |
| 7     | 109    | Bernie Fryer  | Escolta  | Estados Unidos | BYU           |

## Temporada regular
| División Pacífico       | División Pacífico | División Pacífico | División Pacífico | División Pacífico | División Pacífico | División Pacífico | División Pacífico | División Pacífico |
| Equipo                  | G                 | P                 | %                 | PD                | Casa              | Fuera             | Neutral           | Div               |
| ----------------------- | ----------------- | ----------------- | ----------------- | ----------------- | ----------------- | ----------------- | ----------------- | ----------------- |
| y-Los Angeles Lakers    | 60                | 22                | .732              | –                 | 30–11             | 28–11             | 2–0               | 22–4              |
| x-Golden State Warriors | 47                | 35                | .573              | 13                | 27–14             | 18–20             | 2–1               | 14–12             |
| Phoenix Suns            | 38                | 44                | .463              | 22                | 22–19             | 15–25             | 1–0               | 14–12             |
| Seattle SuperSonics     | 26                | 56                | .317              | 34                | 16–25             | 10–29             | 0–2               | 9–17              |
| Portland Trail Blazers  | 21                | 61                | .256              | 39                | 13–28             | 8–32              | 0–1               | 6–20              |

## Estadísticas
| Rk | Jugador          | Edad | P  | PT | MP   | TC   | TCI  | %TC  | TL  | TLI | %TL  | RB   | AS  | FP  | PTS  |
| -- | ---------------- | ---- | -- | -- | ---- | ---- | ---- | ---- | --- | --- | ---- | ---- | --- | --- | ---- |
| 1  | Neal Walk        | 24   | 81 |    | 38.4 | 8.4  | 18.0 | .466 | 3.4 | 4.4 | .786 | 12.4 | 3.5 | 4.0 | 20.2 |
| 2  | Charlie Scott    | 24   | 81 |    | 37.8 | 10.0 | 22.3 | .446 | 5.4 | 6.9 | .784 | 4.2  | 6.1 | 3.8 | 25.3 |
| 3  | Connie Hawkins   | 30   | 75 |    | 36.9 | 5.9  | 12.3 | .479 | 4.3 | 5.4 | .797 | 8.5  | 4.1 | 3.1 | 16.1 |
| 4  | Dick Van Arsdale | 29   | 81 |    | 36.8 | 6.6  | 13.8 | .476 | 5.3 | 6.1 | .859 | 4.0  | 3.3 | 2.7 | 18.4 |
| 5  | Lamar Green      | 25   | 80 |    | 25.6 | 2.8  | 6.5  | .431 | 1.1 | 1.5 | .754 | 9.3  | 1.1 | 3.3 | 6.7  |
| 6  | Corky Calhoun    | 22   | 82 |    | 24.7 | 2.6  | 5.5  | .469 | 0.9 | 1.2 | .740 | 4.1  | 0.9 | 2.6 | 6.0  |
| 7  | Clem Haskins     | 29   | 77 |    | 20.5 | 4.4  | 9.5  | .464 | 1.7 | 2.0 | .833 | 2.2  | 2.6 | 1.9 | 10.5 |
| 8  | Gus Johnson      | 34   | 21 |    | 19.9 | 3.3  | 8.6  | .381 | 1.2 | 1.7 | .694 | 6.5  | 1.5 | 2.6 | 7.8  |
| 9  | Mo Layton        | 24   | 65 |    | 15.2 | 2.9  | 6.7  | .431 | 1.4 | 1.8 | .756 | 1.2  | 2.1 | 2.0 | 7.1  |
| 10 | Paul Stovall     | 24   | 25 |    | 8.4  | 1.0  | 3.0  | .342 | 1.0 | 1.5 | .632 | 2.4  | 0.5 | 1.5 | 3.0  |
| 11 | Walt Wesley      | 28   | 45 |    | 8.1  | 1.4  | 3.4  | .406 | 0.4 | 0.8 | .529 | 2.5  | 0.5 | 1.2 | 3.2  |
| 12 | Scott English    | 22   | 29 |    | 6.8  | 1.2  | 3.2  | .387 | 0.7 | 1.0 | .724 | 1.5  | 0.5 | 1.3 | 3.2  |

## Galardones y récords
| Jugador        | Galardón |
| Charlie Scott  | All-Star |
| Connie Hawkins | All-Star |